# Culiseta silvestris
Culiseta silvestris är en tvåvingeart som först beskrevs av Shingarev 1928.  Culiseta silvestris ingår i släktet Culiseta och familjen stickmyggor. Inga underarter finns listade i Catalogue of Life.